# Катастрофа SE-210 в Бомбее
Катастрофа SE-210 в Бомбее — авиационная катастрофа, произошедшая во вторник 12 октября 1976 года в Бомбее у аэропорта Санта-Круз, когда Sud Aviation SE-210 Caravelle VI-N авиакомпании Indian Airlines при заходе на посадку потерял управление и врезался в землю, при этом погибли 95 человек.

## Самолёт
Sud Aviation SE-210 Caravelle VI-N с серийным номером 231 был выпущен в 1967 году и 20 октября совершил свой первый полёт. На период испытаний самолёт получил бортовой номер F-WLGB. Его два турбореактивных двигателя были модели Rolls-Royce 532 Avon. 2 ноября он поступил в авиакомпанию Indian Airlines, где получил регистрационный номер VT-DWN и имя Shantidoot.

## Катастрофа
В понедельник 11 октября в аэропорту Санта-Круз Boeing 737-200 должен был выполнять пассажирский рейс 171 из Бомбея в Мадрас. Однако у данного самолёта ещё на земле возникли проблемы с двигателем, поэтому было решено заменить его на «Каравеллу».
Командиром экипажа был К. Д. Гупта (K. D. Gupta). Уже ночью рейс 171 с 6 членами экипажа и 89 пассажирами на борту взлетел с полосы 27. Но уже при взлёте произошёл отказ двигателя № 2 (правый), а свидетели на земле увидели появившееся из данного двигателя пламя. В сложившейся ситуации экипаж принял решение возвращаться. Рейс 171 заходил на посадку на полосу 09, но затем на высоте около 300 футов (90 метров) отказали рули высоты, после чего лайнер быстро опустил нос и под углом 45° врезался в землю в 990 футах (300 метров) от полосы и полностью разрушился. Все 95 человек на борту погибли.

## Причины
Причиной отказа двигателя № 2 стало разрушение диска 10-й ступени компрессора. Обломки диска перерубили топливопроводы и линии гидросистем. В данной ситуации экипаж должен был отключить неисправный двигатель, однако это сделано не было. Подпитываясь поступающим в двигатель топливом, пожар начал разгораться и добрался до расположенного за кормовым гермошпангоутом резервуара гидросистемы и повредил его, в результате чего рабочая жидкость начала вытекать. При заходе на посадку давление в гидросистеме упало ниже критического значения, что привело к отказу управления.